# 吉川莉早
吉川 莉早（よしかわ りさ、1985年8月23日 - ）は日本の女優、舞台女優。ギフト所属。
夫はお笑いコンビ「ピスタチオ」の元メンバー・小澤慎一朗。

## 人物
- 奈良県大和郡山市出身。
- 血液型：O型、身長：158cm
- 特技・趣味：フルート・ギター
- 資格：普通自動車・英検準2級・仏検5級
- 龍谷大学経済学部 卒

## 経歴
- 2007年に京都の劇団「悪い芝居」にオーディションで入団し、同年『性春群憎劇のススメ』で舞台デビュー。その後舞台女優として活動[2]。
- 2010年に「悪い芝居」を退団、東京に拠点を移し、映像作品やラジオドラマにも出演するほか、関西の劇団の舞台にも出演[2]。
- 2019年にお笑いコンビ「ピスタチオ」がダブル主演の舞台『No.2』へ出演したのをきっかけにメンバーの小澤慎一朗と親しくなり、交際に発展。
- 2020年10月8日、小澤と結婚[1][3]。
- 2021年4月15日、第1子が誕生[4]。
- 2023年10月8日、第2子妊娠を報告[5]。

## 出演等

### 舞台
- 悪い芝居
- 石原正一ショー
- デス電所
- ヨーロッパ企画
- 男肉 du Soleil
- その他
  - No.2（2019年）

### テレビドラマ
- 安楽椅子探偵（2017年、テレビ朝日）

### 映画
- 『天使のいる図書館』（2017年）
- 『検察側の罪人』（2018年）
- ケアニン〜こころに咲く花〜（2020年）

### ラジオ
- 6局共同ラジオドラマ「6COLORS」（2012年）
- FMシアター （NHK-FM）
  - 『100億分の1のオトン』（2018年4月14日） - 主演・今日子 役[6]

### 著書
- 『食辞苑』
- 『吉辞苑』
- 『でかよし子さん』